# Curio
Pour les articles homonymes, voir Curio (homonymie).
Curio est une ancienne commune et une actuelle localité de la commune de Lema, dans le disctrit de Lugano, dans le canton du Tessin, en Suisse.
Le 26 novembre 2023, les habitants de la commune approuvent la fusion avec celles d'Astano, Bedigliora, Miglieglia et Novaggio pour former la nouvelle commune de Lema. Celle-ci voit officiellement le jour le 6 avril 2025.

Photo aérienne (1964).

## Personnalités liées à la commune
- Carlo Avanzini, médecin, auteur d'une étude sur le choléra dans le Mendrisiotto en 1849.
- Les membres de la famille Avanzini furent notaires, médecins ou ecclésiastiques.